# Motanul încălțat: Ultima dorință
Motanul încălțat: Ultima dorință (titlu original: în engleză Puss in Boots: The Last Wish) este un film american de comedie, fantastic și de aventuri animat din 2022, produs de DreamWorks Animation și distribuit de Universal Pictures. Continuarea filmului spin-off Motanul încălțat (2011) și cel de-al șasea film al francizei Shrek, filmul a fost regizat de Joel Crawford, co-regizat de Januel Mercado (în debutul său regizoral) și scris de Paul Fisher, Tommy Swerdlow și Tom Wheeler. Bazat pe personajul introdus în Shrek 2 (2004) și inspirat de basmul cu același nume, distribuția vocală îi include pe Antonio Banderas și Salma Hayek, reluând rolurile personajului titular și ale rolului Kitty Softpaws, cu alte nume adăugate la distribuție incluzând pe Harvey Guillén, Florence Pugh, Olivia Colman, Ray Winstone, Samson Kayo, John Mulaney și Wagner Moura. Povestea urmărește pe Motanul încălțat, care face echipă cu Kitty Softpaws și Perrito pentru a găsi Ultima Dorință a Stelei Căzătoare care se prăbușise anterioare pe pământ, pentru a-și restabili opt dintre cele nouă vieți ale sale. Ei se întrec împotriva altor personaje din basme care caută aceeași comoară, în timp ce un lup sinistru îl vânează pe însuși Motanul.
Planurile pentru o continuare a Motanului încălțat au început în noiembrie 2012, dar s-au oprit pentru o perioadă până când proiectul a fost reluat în noiembrie 2018 și fondatorul Illumination Chris Meledandri confirmat ca producător executiv. În februarie 2019, s-a anunțat că filmul va fi condus de Bob Persichetti, coordonatorul poveștii primului film Motanul încălțat și co-regizor al filmului Spider-Man: Into the Spider-Verse (2018) al Sony Pictures Animation. Cu toate acestea, Crawford a semnat și l-a înlocuit pe Persichetti ca director în martie 2021, alături de Mercado. Povestea se inspiră din filmele de tip Western spaghetti, cu The Good, the Bad and the Ugly (din 1966) fiind citată ca o influență deosebită. Stilul filmului este inspirat de Omul-Păianjen: În lumea păianjenului. Cu noua tehnologie, echipa a reușit să ofere filmului un stil pictural care să semene cu o poveste de basm, îndepărtându-se de stilul vizual al versiunilor anterioare din franciza Shrek.
În urma întârzierilor din cauza unei restructurări la DreamWorks, Motanul încălțat: Ultima dorință a avut premiera la Lincoln Center din New York City pe 25 noiembrie 2022 și a fost lansat în cinematografe în Statele Unite pe 21 decembrie. Motanul încălțat: Ultima dorință a primit aprecieri de critică, cu laude pentru animație, scenariu, umor, teme mature și performanțe vocale. A fost, de asemenea, un succes la cinematograf, încasând peste 485 de milioane de dolari la nivel mondial față de un buget de producție de 90-110 de milioane de dolari și devenind al zecelea film cu cele mai mari încasări din 2022. La cea de-a 95-a ediție a Premiilor Academiei, a fost nominalizat pentru cel mai bun lungmetraj de animație și a primit și nominalizări la Globurile de Aur, Premiile Critics’ Choice și Premiile British Academy Film.